# مم‌کش‌دی‌بی
مِم‌کَش‌دی‌بی (به انگلیسی: MemcacheDB) تغییریافتهٔ مِم‌کَشد است که به آن امکانات ذخیره پایا را افزوده است. تفاوت اصلی بین مم‌کش‌دی‌بی و مم‌کشد این است که مم‌کش‌دی‌بی دارای سامانه کلید-مقدار خود مبتنی بر برکلی دی‌بی است، و بنابراین به منظور ذخیره‌سازی پایا به کار می‌رود تا به عنوان یک راه‌حل کش. مم‌کش‌دی‌بی از پروتکل یکسانی با مم‌کشد استفاده می‌کند، و بنابراین برنامه‌های کاربردی می‌توانند از کتابخانه‌های مم‌کشد برای ارتباط با مم‌کش‌دی‌بی استفاده کنند.
مِم‌کَش‌کیو (به انگلیسی: MemcacheQ) تغییریافته‌ای از مم‌کش‌دی‌بی است که می‌توان از آن به عنوان یک سرویس صف پیغام ساده استفاده کرد.